# Norgesmesterskabet i boksning 1918
Norgesmesterskabet i boksning 1918 blev arrangeret af Fredrikstad Idrætsforening
9-10. marts i Arbeiderforeningens store sal, Fredrikstad.

## Medaljevindere
Kongepokalen kunne vindes i vægtklassen bantamvægt og blev vundet af Arthur Olsen.

### Herrer
| Vægtklasse:  | Guld:                          | Sølv:                  | Bronze:           |
| Bantam       | Arthur Olsen, BAK              |                        |                   |
| Fjervægt     | Niels Jensen, BAK              | Johan Sæterhaug, Brage |                   |
| Letvægt      | Rolf Jacobsen, Turnf.          | Hjalmar Strømme, BAK   | Aage Steen, Brage |
| Mellemvægt A | Thorolf Andresen, Turnf.       |                        |                   |
| Mellemvægt B | Johannes Røhme, Brage          |                        |                   |
| Sværvægt     | Georg Antonius Brustad, Turnf. |                        |                   |